# 制服のマネキン
『制服のマネキン』（せいふくのマネキン）は、日本の女性アイドルグループ乃木坂46の楽曲。2012年12月19日に乃木坂46の4作目のシングルとしてN46Div.から発売された。秋元康が作詞、杉山勝彦が作曲した。楽曲のセンターポジションは生駒里奈が務めた。

## 背景とリリース
DVD付属のType-A・B・C、CDのみの通常盤・アニメ盤の5形態で発売。前作まであったキャッチコピーは今作からなくなった。
表題曲「制服のマネキン」は、アイドルソングとしては異端的なアプローチが採用され、1990年代のユーロビート的な四つ打ちサウンドとマイナーキーを多用したメロディーに、6度音程内の狭い音域でサビが歌われている。作曲した杉山勝彦によれば、それまでの乃木坂46とは異なる曲調にするという発注を事前に受けていたのではなく、チャレンジとして杉山が提出した曲で、それまでの「ぐるぐるカーテン」や「おいでシャンプー」などのフレンチ・ポップスを基盤とした楽曲を一変させ、乃木坂46の新しいイメージを打ち出した。杉山が6時間ほどで完成させたデモテープは男性が歌っており、サビの音域が狭いのは音程よりもリズム感を重視した結果である。「制服のマネキン」は、それを受け取った秋元康が乃木坂46の4thシングルのタイミングで発表するという想像力を働かせて決断したことによって発売に至った。歌詞は「恋をするのはいけないことか？」「大人に邪魔をさせない」「感情を隠したら制服を着たマネキンだ」というこれまでの乃木坂46を自己否定するようなメッセージが登場し、欅坂46「サイレントマジョリティー」の原型になったともいわれている。

## プロモーション
ヒット祈願キャンペーンとして、『乃木坂って、どこ?』内で選抜メンバー16名が山・崖・火・水の4つのテーマに分かれ、「山」グループは鳥取・三徳山で三仏寺の山登り、「崖」グループは大阪・犬鳴山の七宝滝寺を訪問、「火」グループは福岡・普光寺で火渡り、「水」グループは東京・西多摩の天光寺で滝行をした。
また、表題曲名にちなんでメンバーが様々な制服を着用したポスターが都営地下鉄大江戸線の放射部を除く各駅に掲出された。伊勢丹、HTC NIPPON、全日本空輸、中日ドラゴンズ、東京都交通局、はとバス、ホテルヘリテイジの7社局が参加している。

## アートワーク
| Type-A 表 | 生田絵梨花・生駒里奈   |
| Type-A 裏 | 井上小百合・齋藤飛鳥   |
| Type-B 表 | 星野みなみ・白石麻衣   |
| Type-B 裏 | 高山一実・能條愛未     |
| Type-C 表 | 秋元真夏・桜井玲香     |
| Type-C 裏 | 西野七瀬・若月佑美     |
| 通常盤 表 | 橋本奈々未・松村沙友理 |
| 通常盤 裏 | 深川麻衣・市來玲奈     |

## チャート成績
本作は2012年12月31日付のオリコン週間CDシングルランキングで初登場1位を獲得した。同週間ランキングにおける乃木坂46のシングルの1位獲得は「おいでシャンプー」から3作連続となり、デビュー年に3作のシングルですべて1位を獲得したのはKAT-TUN（2006年デビュー）以来6年ぶりである。女性アーティスト（グループからのソロ・派生ユニットを除く）としては1975年デビューの岩崎宏美、2011年デビューのNMB48などによる2作連続1位が最高記録だったが乃木坂46は3作連続1位となり、日本歌謡界初の記録を達成した。初週推定売上は23万2961枚を記録し、乃木坂46のシングルとして初の20万枚を突破した。

## ミュージック・ビデオ
制服のマネキン
監督：池田一真、振付：南流石
茨城県高萩市にある旧茨城県立高萩工業高等学校校舎で撮影された。過去3作のガーリーな作風から一転、笑顔を抑えたクールな作風になっており、アンダーメンバーも柏幸奈を除く全員が出演した。秋元康から振付担当の南流石へ「男の子っぽい要素もそろそろ出したらどう？」という提案があり、南にとっても挑戦であった。
指望遠鏡
監督：丸山健志
まだ見たことのない新しい世界を目指す冒険をテーマに伊豆大島で撮影された。
ここじゃないどこか
監督：岡川太郎
洋館のなかで無邪気にかくれんぼをするストーリーになっており、メンバーの透明感、どきっとする表情や仕草を狙って撮影された。
春のメロディー
監督：柿本ケンサク
「自然体」「ナチュラルビューティー」をテーマに16mmフィルムで撮影、メンバーの自然な表情を切り取った。

## メディアでの使用
制服のマネキン
『HTC J butterfly HTL21』（HTC NIPPON）のCMソング。
『2013 HBCジャンプカップ』（HBC・TBS系）のEDテーマソング。
『DANCERUSH STARDOM』（アーケードゲーム・コナミアミューズメント）に収録。
指望遠鏡
『マギ』（MBS・TBS系）のテレビアニメEDテーマソング。
ここじゃないどこか
『うさぎのモフィ』（NHK BSプレミアム）のテレビアニメEDテーマソング。

## シングル収録トラック

### Type-A
| #         | タイトル                                    | 作詞      | 作曲      | 編曲      | 時間  |
| --------- | ------------------------------------------- | --------- | --------- | --------- | ----- |
| 1.        | 「制服のマネキン」                          | 秋元康    | 杉山勝彦  | 百石元    | 4:23  |
| 2.        | 「指望遠鏡」                                | 秋元康    | 北室龍馬  | 木村有希  | 3:22  |
| 3.        | 「やさしさなら間に合ってる」                | 秋元康    | 松田純一  | 清水武仁  | 4:32  |
| 4.        | 「制服のマネキン off vocal ver.」           |           | 杉山勝彦  | 百石元    | 4:23  |
| 5.        | 「指望遠鏡 off vocal ver.」                 |           | 北室龍馬  | 木村有希  | 3:21  |
| 6.        | 「やさしさなら間に合ってる off vocal ver.」 |           | 松田純一  | 清水武仁  | 4:31  |
| 合計時間: | 合計時間:                                   | 合計時間: | 合計時間: | 合計時間: | 24:32 |

| #         | タイトル                         | 作詞      | 作曲・編曲 | 監督     | 時間 |
| --------- | -------------------------------- | --------- | ---------- | -------- | ---- |
| 1.        | 「制服のマネキン [MUSIC VIDEO]」 |           |            | 池田一真 | 4:54 |
| 2.        | 「指望遠鏡 [MUSIC VIDEO]」       |           |            | 丸山健志 | 4:26 |
| 3.        | 「安藤美雲」                     |           |            |          | 4:12 |
| 4.        | 「生駒里奈」                     |           |            |          | 7:05 |
| 5.        | 「伊藤寧々」                     |           |            |          | 6:37 |
| 6.        | 「井上小百合」                   |           |            |          | 6:54 |
| 7.        | 「川後陽菜」                     |           |            |          | 6:58 |
| 8.        | 「斎藤ちはる」                   |           |            |          | 5:49 |
| 9.        | 「白石麻衣」                     |           |            |          | 6:42 |
| 10.       | 「永島聖羅」                     |           |            |          | 6:57 |
| 11.       | 「深川麻衣」                     |           |            |          | 7:03 |
| 12.       | 「大和里菜」                     |           |            |          | 6:59 |
| 13.       | 「若月佑美」                     |           |            |          | 6:07 |
| 合計時間: | 合計時間:                        | 合計時間: | 80:43      |          |      |

### Type-B
| #         | タイトル                              | 作詞      | 作曲      | 編曲      | 時間  |
| --------- | ------------------------------------- | --------- | --------- | --------- | ----- |
| 1.        | 「制服のマネキン」                    | 秋元康    | 杉山勝彦  | 百石元    | 4:23  |
| 2.        | 「指望遠鏡」                          | 秋元康    | 北室龍馬  | 木村有希  | 3:22  |
| 3.        | 「ここじゃないどこか」                | 秋元康    | 大藤史    | 京田誠一  | 3:37  |
| 4.        | 「制服のマネキン off vocal ver.」     |           | 杉山勝彦  | 百石元    | 4:23  |
| 5.        | 「指望遠鏡 off vocal ver.」           |           | 北室龍馬  | 木村有希  | 3:21  |
| 6.        | 「ここじゃないどこか off vocal ver.」 |           | 大藤史    | 京田誠一  | 3:36  |
| 合計時間: | 合計時間:                             | 合計時間: | 合計時間: | 合計時間: | 22:42 |

| #         | タイトル                             | 作詞      | 作曲・編曲 | 監督     | 時間 |
| --------- | ------------------------------------ | --------- | ---------- | -------- | ---- |
| 1.        | 「制服のマネキン [MUSIC VIDEO]」     |           |            | 池田一真 | 4:54 |
| 2.        | 「ここじゃないどこか [MUSIC VIDEO]」 |           |            | 岡川太郎 | 4:40 |
| 3.        | 「秋元真夏」                         |           |            |          | 6:09 |
| 4.        | 「伊藤万理華」                       |           |            |          | 7:05 |
| 5.        | 「衛藤美彩」                         |           |            |          | 7:05 |
| 6.        | 「川村真洋」                         |           |            |          | 7:09 |
| 7.        | 「中田花奈」                         |           |            |          | 6:41 |
| 8.        | 「中元日芽香」                       |           |            |          | 6:56 |
| 9.        | 「西野七瀬」                         |           |            |          | 7:07 |
| 10.       | 「畠中清羅」                         |           |            |          | 6:57 |
| 11.       | 「松村沙友理」                       |           |            |          | 6:50 |
| 12.       | 「宮澤成良」                         |           |            |          | 6:58 |
| 合計時間: | 合計時間:                            | 合計時間: | 78:31      |          |      |

### Type-C
| #         | タイトル                          | 作詞      | 作曲           | 編曲      | 時間  |
| --------- | --------------------------------- | --------- | -------------- | --------- | ----- |
| 1.        | 「制服のマネキン」                | 秋元康    | 杉山勝彦       | 百石元    | 4:23  |
| 2.        | 「指望遠鏡」                      | 秋元康    | 北室龍馬       | 木村有希  | 3:22  |
| 3.        | 「春のメロディー」                | 秋元康    | フジノタカフミ | 湯浅篤    | 4:47  |
| 4.        | 「制服のマネキン off vocal ver.」 |           | 杉山勝彦       | 百石元    | 4:23  |
| 5.        | 「指望遠鏡 off vocal ver.」       |           | 北室龍馬       | 木村有希  | 3:21  |
| 6.        | 「春のメロディー off vocal ver.」 |           | フジノタカフミ | 湯浅篤    | 4:46  |
| 合計時間: | 合計時間:                         | 合計時間: | 合計時間:      | 合計時間: | 25:02 |

| #         | タイトル                         | 作詞      | 作曲・編曲 | 監督         | 時間  |
| --------- | -------------------------------- | --------- | ---------- | ------------ | ----- |
| 1.        | 「制服のマネキン [MUSIC VIDEO]」 |           |            | 池田一真     | 4:54  |
| 2.        | 「春のメロディー [MUSIC VIDEO]」 |           |            | 柿本ケンサク | 5:02  |
| 3.        | 「生田絵梨花」                   |           |            |              | 7:05  |
| 4.        | 「市來玲奈」                     |           |            |              | 7:04  |
| 5.        | 「齋藤飛鳥」                     |           |            |              | 6:02  |
| 6.        | 「斉藤優里」                     |           |            |              | 7:06  |
| 7.        | 「桜井玲香」                     |           |            |              | 6:47  |
| 8.        | 「高山一実」                     |           |            |              | 7:04  |
| 9.        | 「能條愛未」                     |           |            |              | 7:05  |
| 10.       | 「橋本奈々未」                   |           |            |              | 6:41  |
| 11.       | 「樋口日奈」                     |           |            |              | 4:26  |
| 12.       | 「星野みなみ」                   |           |            |              | 7:06  |
| 13.       | 「和田まあや」                   |           |            |              | 11:07 |
| 合計時間: | 合計時間:                        | 合計時間: | 87:29      |              |       |

### 通常盤
| #         | タイトル                          | 作詞      | 作曲      | 編曲      | 時間  |
| --------- | --------------------------------- | --------- | --------- | --------- | ----- |
| 1.        | 「制服のマネキン」                | 秋元康    | 杉山勝彦  | 百石元    | 4:23  |
| 2.        | 「指望遠鏡」                      | 秋元康    | 北室龍馬  | 木村有希  | 3:22  |
| 3.        | 「渋谷ブルース」                  | 秋元康    | 佐藤嘉風  | 佐藤嘉風  | 4:50  |
| 4.        | 「制服のマネキン off vocal ver.」 |           | 杉山勝彦  | 百石元    | 4:23  |
| 5.        | 「指望遠鏡 off vocal ver.」       |           | 北室龍馬  | 木村有希  | 3:21  |
| 6.        | 「渋谷ブルース off vocal ver.」   |           | 佐藤嘉風  | 佐藤嘉風  | 4:48  |
| 合計時間: | 合計時間:                         | 合計時間: | 合計時間: | 合計時間: | 25:07 |

### アニメ盤
| #         | タイトル                          | 作詞      | 作曲      | 編曲      | 時間  |
| --------- | --------------------------------- | --------- | --------- | --------- | ----- |
| 1.        | 「制服のマネキン」                | 秋元康    | 杉山勝彦  | 百石元    | 4:23  |
| 2.        | 「指望遠鏡」                      | 秋元康    | 北室龍馬  | 木村有希  | 3:22  |
| 3.        | 「指望遠鏡 〜アニメ版〜」         | 秋元康    | 北室龍馬  | 木村有希  | 1:28  |
| 4.        | 「制服のマネキン off vocal ver.」 |           | 杉山勝彦  | 百石元    | 4:23  |
| 5.        | 「指望遠鏡 off vocal ver.」       |           | 北室龍馬  | 木村有希  | 3:21  |
| 合計時間: | 合計時間:                         | 合計時間: | 合計時間: | 合計時間: | 16:50 |

## 歌唱メンバー

### 制服のマネキン
（センター：生駒里奈）
- 3列目：能條愛未、齋藤飛鳥、若月佑美、井上小百合、深川麻衣、市來玲奈、西野七瀬、高山一実[35]
- 2列目：桜井玲香、橋本奈々未、白石麻衣、松村沙友理、秋元真夏[35]
- 1列目：生田絵梨花、生駒里奈、星野みなみ[35]

八福神は生田絵梨花、生駒里奈、星野みなみ、桜井玲香、橋本奈々未、白石麻衣、松村沙友理、秋元真夏。秋元真夏が初の選抜入り。齋藤飛鳥、能條愛未は1stシングル「ぐるぐるカーテン」以来7か月ぶりの選抜復帰。前作の選抜メンバーであった伊藤万理華、斉藤優里、中田花奈は選抜から外れた。

### 指望遠鏡
（センター：生駒里奈）
- 3列目：能條愛未、齋藤飛鳥、若月佑美、井上小百合、深川麻衣、市來玲奈、西野七瀬、高山一実[13]
- 2列目：橋本奈々未、松村沙友理、桜井玲香、秋元真夏[13]
- 1列目：生田絵梨花、生駒里奈、白石麻衣、星野みなみ[13]

歌唱メンバーは、表題曲の選抜メンバーと同じ。

### 指望遠鏡〜アニメ版〜
（センター：生駒里奈）
- 生田絵梨花、生駒里奈、市來玲奈、伊藤万理華、井上小百合、斉藤優里、桜井玲香、白石麻衣、高山一実、中田花奈、西野七瀬、橋本奈々未、深川麻衣、星野みなみ、松村沙友理、若月佑美[34]

歌唱メンバーは前作「走れ!Bicycle」の選抜メンバー。

### 春のメロディー
（センター：中田花奈）
- 4列目：宮澤成良、大和里菜、安藤美雲、和田まあや、斎藤ちはる[15]
- 3列目：川村真洋、中元日芽香、畠中清羅、永島聖羅[15]
- 2列目：伊藤万理華、川後陽菜、樋口日奈、伊藤寧々[15]
- 1列目：斉藤優里、中田花奈、衛藤美彩[15]

アンダーメンバーによる楽曲。

### 渋谷ブルース
- 白石麻衣、高山一実[16]

### ここじゃないどこか
- 生田絵梨花、生駒里奈、星野みなみ[14]

### やさしさなら間に合ってる
（センター：高山一実・能條愛未）
- 市來玲奈、井上小百合、齋藤飛鳥、高山一実、西野七瀬、能條愛未、深川麻衣、若月佑美[13]